# Herb Hanshagen
Herb Hanshagen – herb gminy Hanshagen stanowi hiszpańską tarczę herbową w górnej części koloru złotego trzy zielone wyrwane drzewa liściaste obok siebie, w dolnej jej części koloru niebieskiego, złote koło wodne z 16 łopatkami
Herb został zaprojektowany przez mieszkańców gminy Ingrid i Michaela Cherubim i zatwierdzony 29 listopada 1999 przez Ministerstwo Spraw Wewnętrznych (Bundesministerium des Innern, für Bau und Heimat).

## Objaśnienie herbu
Liściaste drzewa w herbie symbolizują otaczający gminę las jako źródło wypoczynku i miejsce rekreacji. Koło wodne symbolizuje historyczny młyn wodny, który obecnie jest atrakcją turystyczną gminy.